# Tashkurgan
Tashkurgan ou Taxkorgan (en ouïghour : تاشقورغان بازىرى, Ташқурган et en chinois simplifié : 塔什库尔干镇 ; pinyin : Tǎshíkùěrgān zhèn) est une ville située dans le xian autonome tadjik de Taxkorgan, dans le Xinjiang, en Chine.
Il est la capitale du xian du même nom.